# Гаона Луго, Орландо
Орландо Габриэль Гаона Луго (исп. Orlando Gabriel Gaona Lugo; 25 июля 1990 года, Вилья-Аес) — парагвайский футболист, играющий на позиции нападающего. Ныне выступает за асунсьонский «Гуарани».

## Клубная карьера
Орландо Гаона Луго начинал свою карьеру футболиста в аргентинском клубе «Бока Хуниорс». 15 мая 2010 года он дебютировал в аргентинской Примере, выйдя на замену в гостевой игре с «Банфилдом».
В середине 2013 года Гаона был отдан в аренду аргентинскому «Олимпо», спустя год он подписал с ним полноценный контракт. 23 апреля 2016 года Гаона забил свой первый гол в рамках аргентинской Примеры, открыв счёт в домашней игре с «Альдосиви».